# Goodwin Square
Goodwin Square es un rascacielos de 159 metros de altura ubicado en 225 Asylum Street en Hartford, Estados Unidos. El complejo de Goodwin Square incluye la torre de oficinas que lleva su nombre, así como el contiguo Goodwin Hotel. La torre es el tercer edificio más alto de Hartford y del estado de Connecticut.
Después de la ejecución hipotecaria de 2013, Goodwin Square entró en un período de limbo antes de ser comprada por una empresa de bienes raíces con sede en Wilton en mayo de 2015. Westport Capital Partners, que junto con dos inversores compraron el edificio en una subasta en línea por 17,6 millones de dólares estadounidenses.